# São Martinho (Funchal)
São Martinho is een plaats (freguesia) in de Portugese gemeente Funchal en telt 20.636 inwoners (2001).